# Blaise Harrison
Pour les articles homonymes, voir Harrison.
Blaise Harrison est un réalisateur franco-suisse.

## Biographie
Diplômé de l'École cantonale d'art de Lausanne en 2003, Blaise Harrison signe l'image et co-réalise avec Maryam Goormaghtigh (Avant la fin de l'été) le court métrage Bibeleskaes (29 min), film documentaire autoproduit et tourné en super 16mm. Ce film est sélectionné au festival Visions du Réel de Nyon en 2006. 
Après avoir travaillé comme réalisateur et chef opérateur pour Cut Up, une revue documentaire d'ARTE produite par Quark Productions diffusée en 2009/2010, il réalise le documentaire  Armand, 15 ans l'été, coproduit par Les Films du Poisson et ARTE France dans le cadre d'une collection de premiers documentaires initiée par Arte autour du thème "Les gars et les filles". Ce film est sélectionné à la Quinzaine des Réalisateurs au Festival de Cannes en 2011 ainsi que dans de nombreux festivals à l'étranger, dont le Festival Dei Popoli de Florence où il remporte le Prix du Meilleur Documentaire.
Il tourne en 2013 un nouveau documentaire, L'Harmonie, coproduit par Les Films du Poisson, Bande à part Films, ARTE France et la RTS. Il est sélectionné au Festival de Locarno en 2014 et obtient une Etoile de la SCAM.
En 2016, Blaise Harrison figure dans la liste des « 100 personnalités qui font la Suisse romande » publiée par l’hebdomadaire suisse L'Hebdo.
En 2017, son premier long-métrage de fiction Les Particules  est primé sur scénario dans le cadre de l'Aide à la Création de la Fondation Gan pour le Cinéma et obtient l'avance sur recettes du CNC. Distribué par les Films du Losange, il sort en 2019 après avoir été présenté au Festival de Cannes dans la sélection de la Quinzaine des réalisateurs. Il est nommé dans la catégorie Meilleur film de fiction au Prix du Cinéma Suisse et remporte un Golden Peacock Award (Prix du meilleur film) au Festival international du film d'Inde (IFFI GOA 2019).

## Filmographie

### Courts et moyens métrages
- 2003 : Ne10 (9 min)
- 2006 : Bibeleskaes (29 min) - Coréalisatrice : Maryam Goormaghtigh
- 2009-2010 : Cut Up
- 2011 : Armand, 15 ans l'été (50 min)
- 2013 : L'Harmonie (60 min)
- 2016 : Armand, New York (18 min)

### Long métrage
- 2019 : Les Particules

## Distinctions
- 2011 : Prix du Meilleur documentaire, Festival Dei Popoli
- 2015 : Etoile de la SCAM
- 2017 : Lauréat de la Fondation Gan pour le cinéma[8]
- 2019 : Golden Peacock Award (Prix du meilleur film), IFFI Goa 2019